# Ngā Wai Hono i te Pō

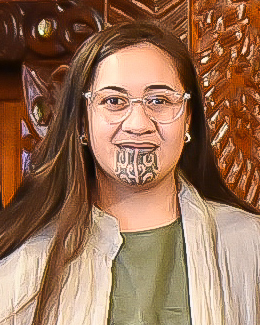
Ngā Wai Hono i te Pō (2019)

Ngā Wai Hono i te Pō (* 13. Januar 1997 in Waikato; offizieller Titel Te Arikinui Kuīni Ngā Wai Hono i te Pō, deutsch Ihre Majestät Königin Ngā Wai Hono i te Pō) ist seit dem 5. September 2024 der achte Monarch und unter diesen die zweite Königin der Māori in Neuseeland.

## Leben
Ngā Wai Hono i te Pō Paki ist das dritte Kind und einzige Tochter von Tuheitia Paki und seiner Frau Te Atawhai. Sie hat zwei ältere Brüder, Whatumoana Paki und Korotangi Paki. Als Ngā Wai Hono i te Pō neun Jahre alt war, starb ihre Großmutter väterlicherseits Te Atairangikaahu, die erste Maori-Königin. Ihr Vater trat die Nachfolge als Tainui-König an. Ihre Schulausbildung erhielt Ngā Wai Hono i te Pō an der Te Wharekura o Rakaumanga, einer kura kaupapa Māori (Māori-Sprachschule) in Huntly.
Sie erhielt ein Sir-Edmund-Hillary-Stipendium und studierte māorisches Recht (tikanga Māori) und maorische Sprache (Te Reo Māori), was sie mit einem Bachelor of Arts und einem Master of Arts abschloss. Seit 2023 ist sie Mitglied des Universitätsrates der University of Waikato. Seit ihrem zweiten Studienjahr unterrichtete sie traditionelle Māori-Darstellungskunst an der Universität und engagiert sich für die Erhaltung und Förderung der Kultur, Sprache und Werte der Māori.
Im Alter von 19 Jahren ließ sie sich zusammen mit ihrer Mutter und ihrer Cousine Nanaia Mahuta ein Moko Kaua, eine traditionelle Kinntätowierung stechen, um 2016 das zehnte Thronjubiläum ihres Vaters zu würdigen.

## Amt
Als Königin der Māori, die vom Māori King Movement (Kīngitanga) ausgerufen wird, ist sie neben rein repräsentativen Aufgaben für die Wahrung der spirituellen, kulturellen und politischen Werte verantwortlich und dafür, die Interessen der Māori auf nationaler und internationaler Ebene zu vertreten. Nach ihrer Großmutter Te Atairangikaahu (1931–2006) ist sie die zweite Frau in diesem Amt.
Ihre Rolle als Thronfolgerin bildete sich heraus, als sie Anfang zwanzig Jahre alt war, als sie zunehmend ihren Vater bei kulturellen und politischen Veranstaltungen vertrat. 2022 traf sie mit damaligen Kronprinzen Charles in London zusammen. Sie war mit Führungsaufgaben betraut, beispielsweise als Mitglied des Waitangi National Trust Board, in den sie 2020 berufen wurde, und sie arbeitete eng mit Māori-Gemeinschaften in ganz Neuseeland zusammen. Ihre zunehmende Präsenz in der Öffentlichkeit und ihre führende Rolle bei wichtigen Māori-Zeremonien machten sie zu einer Schlüsselfigur in der Thronfolge.